# Romanistes (peinture)
Pour les articles homonymes, voir Romanisme.

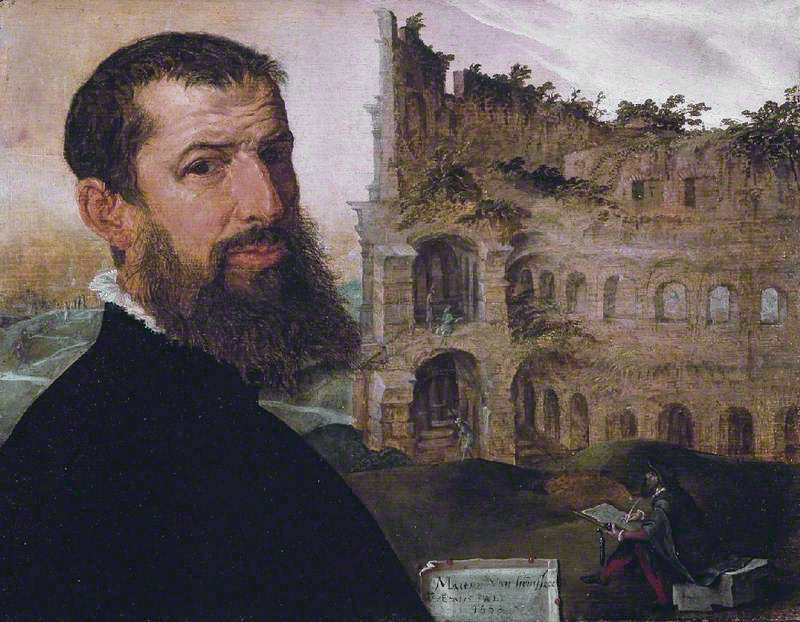
Autoportrait au Colisée de Maerten van Heemskerck (1553)

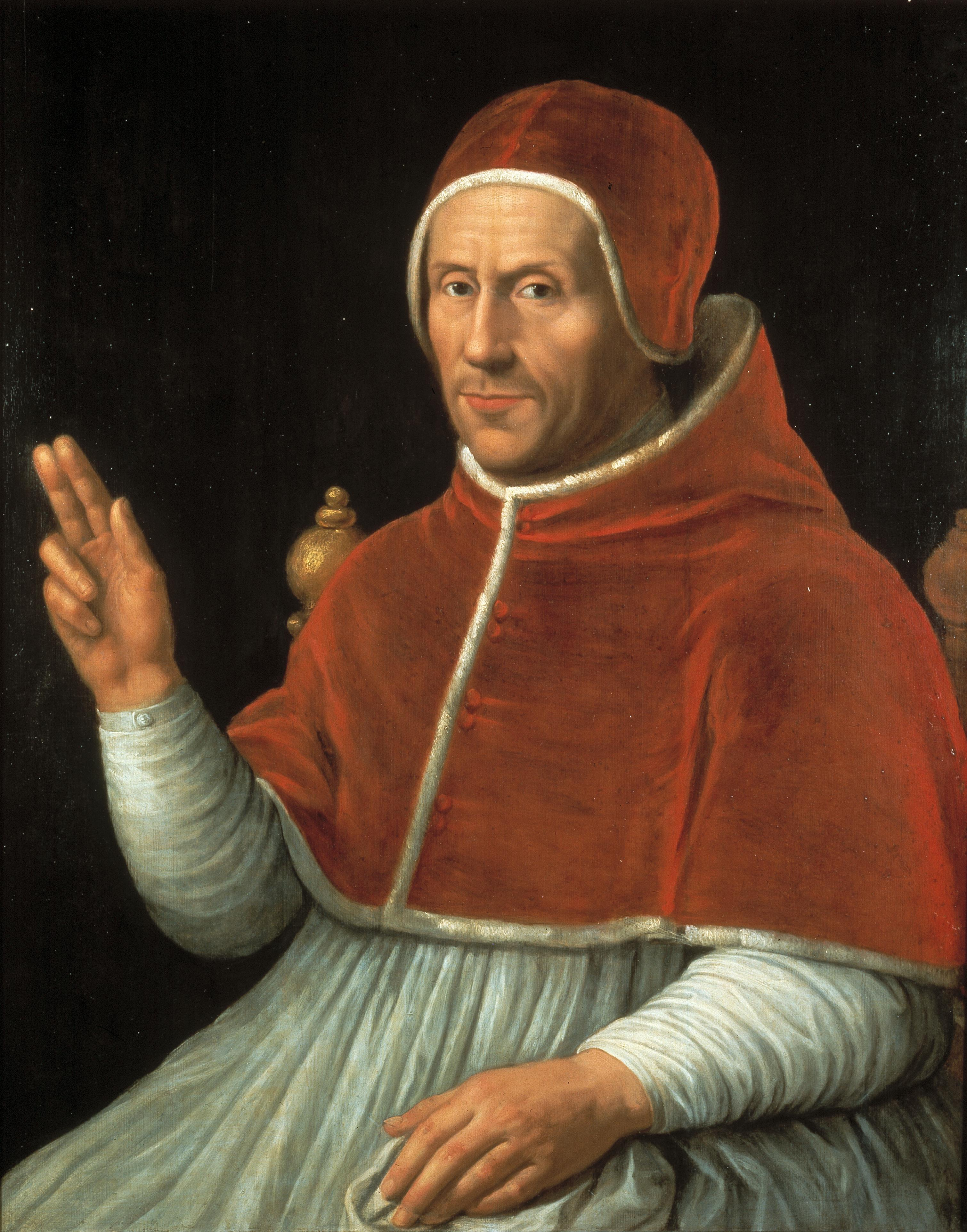
Portrait du pape Adrien VI par Jan van Scorel (v. 1522)

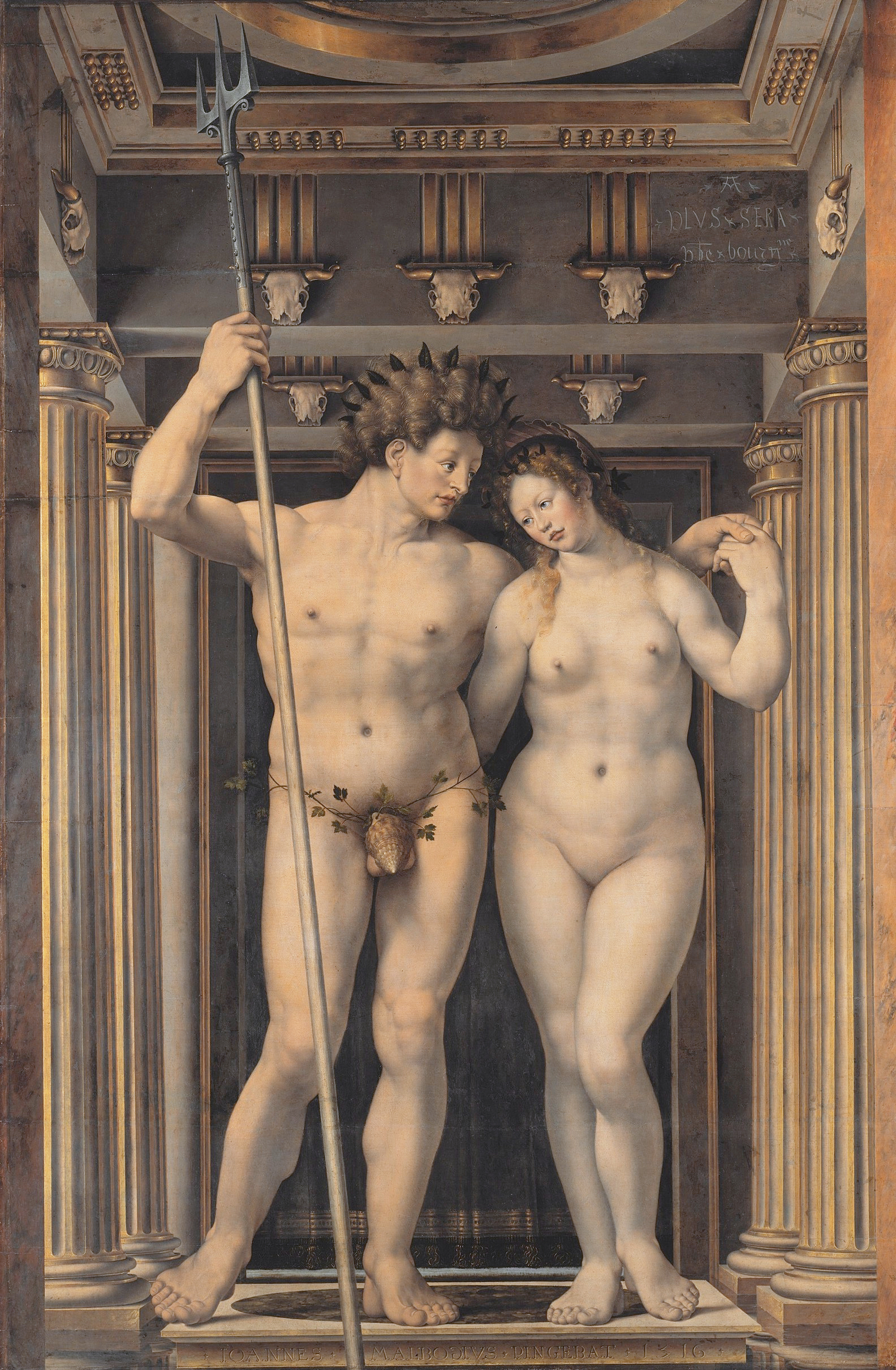
Neptune et Amphitrite (1516), par Mabuse - Berlin, Staatliches Museum

Le terme Romanistes désigne les artistes étrangers, et plus particulièrement les artistes néerlandais, ayant étudié et travaillé à Rome au XVIe siècle.

## Rome à la Renaissance
Les découvertes archéologiques « vinrent éclairer l'art, ouvrir les yeux de ses adeptes et leur apprendre à discerner le beau du laid par la connaissance de ce qu'il y a de plus parfait dans la création ». Tandis que les artistes italiens exploitaient ce fond afin de revivifier leur Art, ceux des écoles du Nord continuaient à pratiquer « un travail routinier, sans autre modèle que la nature vulgaire, restant en quelque sorte plongés dans les ténèbres ou au moins médiocrement éclairés. »

## Le rôle des artistes néerlandais
Parmi les premiers romanistes flamands, il faut citer Jan Gossart, dit Mabuse, qui accompagna son maître Philippe de Bourgogne, gouverneur de la Gueldre, à Rome, où il eut pour mission de copier des antiques (1508-1509). Selon Carel van Mander, reprenant Vasari et Guicciardini, Mabuse « fut l'un des premiers à importer d'Italie en Flandre la bonne façon de composer et de faire des histoires pleines de figures nues et toutes sortes de poésies de la fable, ce qui n'était point entré jusqu'alors dans les usages de notre temps ». Mais Van Mander semble davantage insister sur le rôle de Jan van Scorel, collaborateur de Mabuse, qui « fut le premier à visiter l'Italie et à venir éclairer chez nous l'art de peindre », ce qui lui valut, auprès de ses suiveurs, la réputation « d'éclaireur et de pionnier de la peinture dans les Pays-Bas ». L'itinéraire italien de ce dernier artiste révèle d'ailleurs le double intérêt des romanistes pour les ressources antiques et modernes de la Ville, « où il travailla avec ardeur, reproduisant des antiquités, statues, ruines, les belles peintures de Raphaël et de Michel-Ange qui lors devenait célèbre, ainsi que les œuvres de divers autres maîtres ». Scorel y fut même l'intendant des collections du pape Adrien VI (originaire d'Utrecht) entre 1522 et 1523.
Fran Snyders, devient membre de la guide en 1619, et il en fut élu Doyen en 1628.